# Love Is Bigger Than Anything in Its Way
Singles de U2
Lights of Home
(2018) Landlady
(2018)
Clip vidéo
Love Is Bigger Than Anything in Its Way de U2, sur Youtube
Love Is Bigger Than Anything in Its Way est une chanson pop rock du groupe de rock irlandais U2 sortie comme single le 23 avril 2018 sous les labels Interscope et Universal.  C'est le 3e single et la onzième piste de leur quatorzième album studio Songs of Experience publié la même année. Dans une interview accordée à iHeartRadio, le chanteur Bono a déclaré que Love Is Bigger Than Anything in Its Way parlait de l’utilisation de l’amour pour surmonter des difficultés personnelles. 